# Batha (Liban)
Pour les articles homonymes, voir Batha.
Batha (arabe : بطحا) est un village libanais situé dans le caza du Kesrouan au Mont-Liban. Il est situé à environ 25 kilomètres du nord de Beyrouth et entre 500 et 600 mètres d'altitude. Batha profite d'une vue exceptionnelle de la baie de Jounieh et également de Beyrouth. Une source d'eau potable se trouve dans une vallée de pins au nord du village. La population de Batha est exclusivement chrétienne et presque de rite maronite.

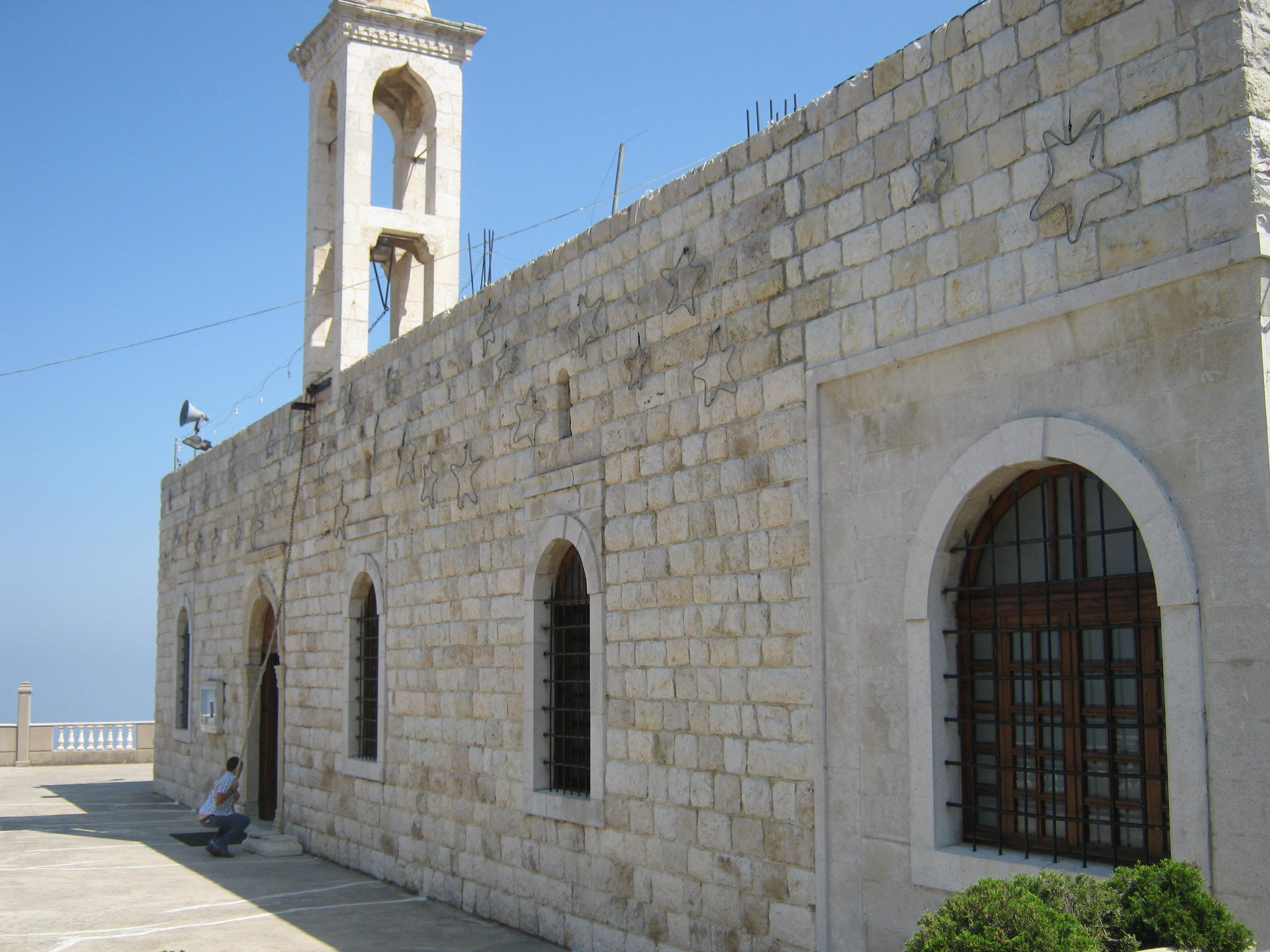
Église de saint Nicolas (arabe : مار زخيا), patron de Batha
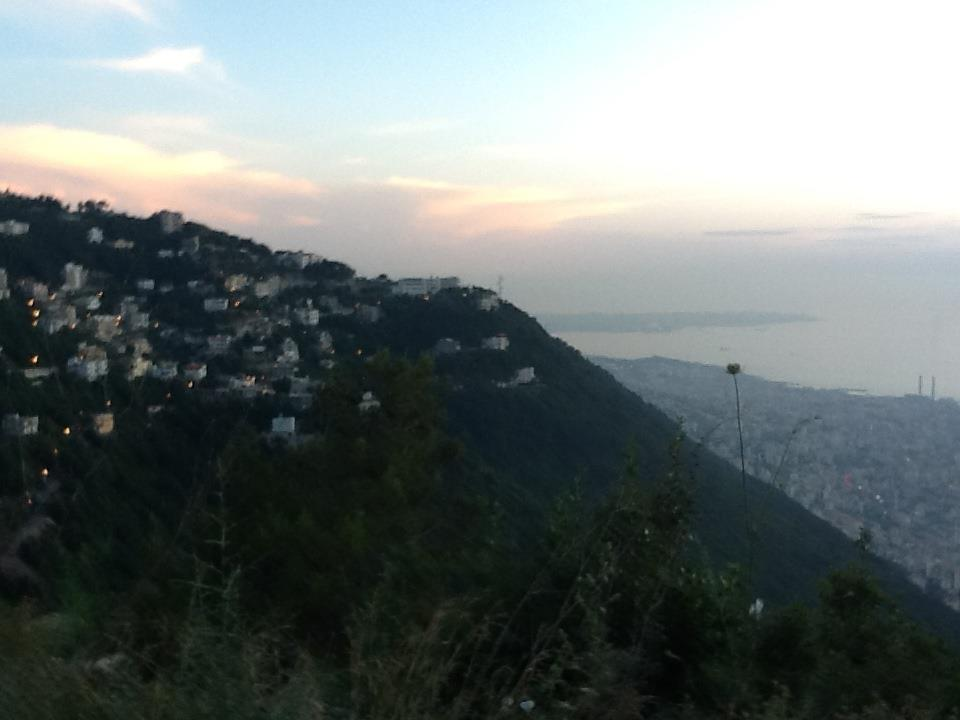
Batha vu à partir de Ghosta (village limitrophe).